# Léon Bourdelles
Pour les articles homonymes, voir Bourdelles (homonymie).
Léon Bourdelles, né à Périgueux le 7 avril 1838 et mort à Paris le 19 septembre 1899, est un ingénieur français, ancien directeur du Service des phares et balises français. Il a eu un rôle important dans l'avancée technique et la modernisation des phares français.

## Biographie
Il entre à l'École polytechnique à dix-neuf ans, et deux ans plus tard, entre aux ponts et chaussées, puis commence sa carrière à Lorient, au service des travaux hydrauliques. Après la guerre de 1870, il devient conseiller municipal à Lorient, mais ses idées républicaines « radicalistes » d'après le préfet, inquiètent. En 1876, Léon Bourdelles demande son rattachement au service maritime civil, et effectue divers travaux, comme l'éclairage et le balisage des côtes Morbihannaises, l'aménagement du polygone de tir de Gâvres.
La maîtrise de sa gestion de la construction du phare des Grands Cardinaux, entre 1877 et 1879, fait démarrer sa carrière.  Il devient, au Service des phares, responsable de l'inspection du littoral et secrétaire de la commission des phares, puis, en 1886, en devient l'ingénieur en chef. En 1893, il est nommé directeur du service des phares et balises, place qu'il garde jusqu'à sa mort en 1899.
Cette dernière décennie du XIXe siècle est décisive pour l'innovation dans les phares : "feux-éclairs", rotation rapide des optiques sur des cuves à mercure, incandescence par des appareils à gaz ou à vapeur de pétrole comprimée. Derrière cet ensemble, c'est une véritable révolution dans la logique de l'éclairage des côtes de France qui s'opère. Il ne serait pas injuste de parler du "système technique de Bourdelles" quand on évoque les appareils qui équipent aujourd'hui les phares de France.
Marié, il perd sa femme après un an de mariage; il a un enfant.

## Hommage
- En sa mémoire, un baliseur à vapeur du Service des phares et balises, construit en 1902, a porté son nom.
- Au Sénégal, un baliseur, le Léon Bourdelles II, construit en 1948 et remplacé en 2008, a été utilisé par le Service de sécurité maritime du Sénégal[2]. Le bateau faisait 54 mètres de long, 9,75 mètres de large, pour un poids de 660 tonneaux de jauge brute, et pouvait avancer à 9,5 nœuds grâce à deux moteurs de 550 chevaux[3].